# Hôtel de ville de Narva
L'hôtel de ville de Narva (en estonien : Narva raekoda) est un bâtiment municipal historique de la ville de Narva, en Estonie. Le bâtiment est situé sur la place de la mairie (Raekoja plats) à côté du Collège Narva de l'Université de Tartu.

## Histoire
L'hôtel de ville est l'un des rares éléments de l'architecture baroque de la ville à avoir été reconstruit après la Seconde Guerre mondiale. Il est maintenant entouré en grande partie de conceptions staliniennes de l'ère soviétique et de Khrouchtchevka. En 2021, un projet de rénovation de 7 millions d'euros à la mairie de Narva a débuté. Le bâtiment retrouvera sa fonction d'origine de siège du gouvernement de la ville de Narva et accueillera également un centre d'information touristique et un restaurant,.
À l'intérieur, une maquette de la ville historique est exposée. Le bâtiment n'est pas actuellement le lieu des réunions de la municipalité de Narva, qui se réunit dans un bâtiment de la place Peetri.

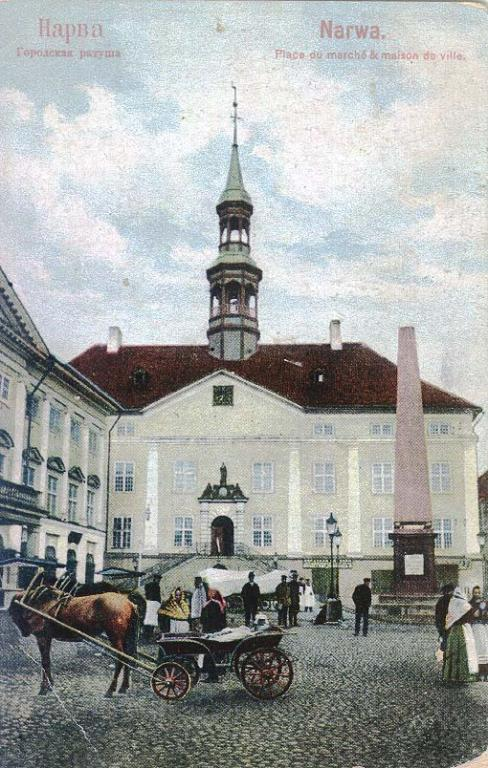
Mairie de Narva avant la Seconde Guerre mondiale